# Smedseröd, Uddevalla kommun
Smedseröd är en tätort (före 2015 småort) i Herrestads socken i Uddevalla kommun i Västra Götalands län.

## Befolkningsutveckling
| Befolkningsutvecklingen i Smedseröd 1990–2020                                   | Befolkningsutvecklingen i Smedseröd 1990–2020 | Befolkningsutvecklingen i Smedseröd 1990–2020 | Befolkningsutvecklingen i Smedseröd 1990–2020 | Befolkningsutvecklingen i Smedseröd 1990–2020 |
| ------------------------------------------------------------------------------- | --------------------------------------------- | --------------------------------------------- | --------------------------------------------- | --------------------------------------------- |
|                                                                                 |                                               |                                               |                                               |                                               |
| År                                                                              |                                               |                                               | Folkmängd                                     | Areal (ha)                                    |
| 1990                                                                            | 1990                                          |                                               | 54                                            | 12#                                           |
| 1995                                                                            | 1995                                          |                                               | 54                                            | 13#                                           |
| 2010                                                                            | 2010                                          |                                               | 81                                            | 6#                                            |
| 2015                                                                            | 2015                                          |                                               | 245                                           | 28                                            |
| 2020                                                                            | 2020                                          |                                               | 326                                           | 31                                            |
| Anm.: Ej småort 2000 och 2005. Ny småortskod 2010. Ny tärort 2015 # Som småort. |                                               |                                               |                                               |                                               |